# Crossandra multidentata
Crossandra multidentata är en akantusväxtart som beskrevs av K. Vollesen. Crossandra multidentata ingår i släktet Crossandra och familjen akantusväxter. Inga underarter finns listade i Catalogue of Life.